# توتنهام هوتسبير موسم 2007–08
كان موسم 2007–08 هو الموسم السادس عشر لتوتنهام هوتسبير في الدوري الإنجليزي الممتاز، والموسم الثلاثين على التوالي في الدرجة الأولى من نظام الدوري الإنجليزي لكرة القدم والعام الـ126 بشكل عام.
أنهى توتنهام الدوري الإنجليزي الممتاز في المركز الخامس في الموسم السابق، وبالتالي تأهل إلى كأس الاتحاد الأوروبي. ثم تأهلوا إلى دور الستة عشر من البطولة لمواجهة بي إس في. بعد جولتين وهدف واحد خارج الأرض لكل منهما، خرج توتنهام أخيرًا بركلات الترجيح 6–5. 
في كأس الاتحاد الإنجليزي، خرج توتنهام من البطولة على يد مانشستر يونايتد في الجولة الرابعة، بعد خسارته بنتيجة 3–1.  كان هذا أيضًا الموسم الذي فاز فيه توتنهام بكأس الدوري، بفوزه على تشيلسي 2–1 في ملعب ويمبلي.  وكان فوزهم هو الكأس الرسمية الأخيرة للفريق حتى نهائي الدوري الأوروبي 2025.